# Critica lui Mahomed

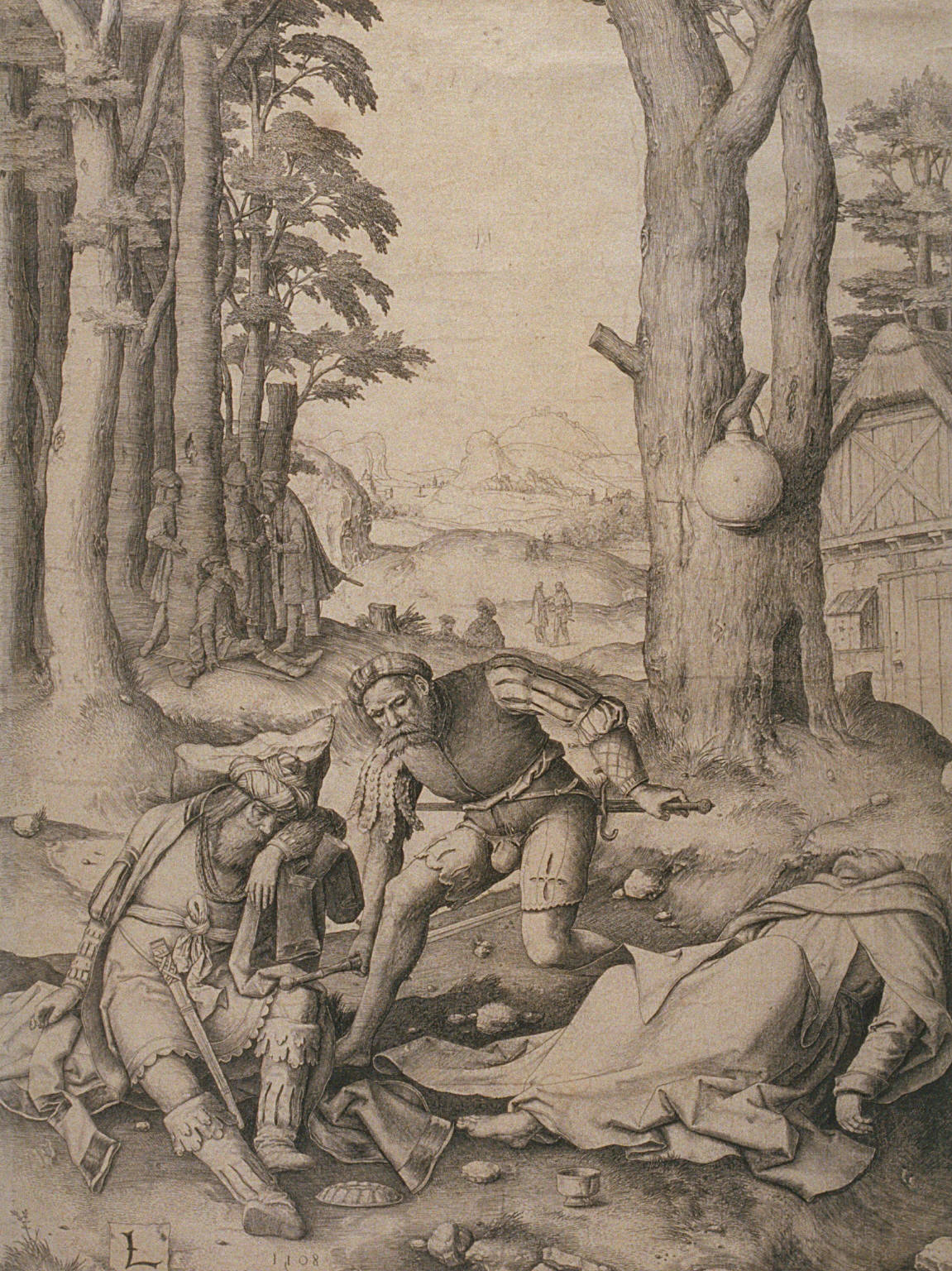
Mahomed şi Călugărul Sergius (Bahira). Această gravură din 1508 realizată de artistul olandez Lucas van Leyden prezintă o legendă care a circulat în Europa. Critica timpurie creștină a susținut că Bahira a fost un călugăr eretic ale cărui opinii au inspirat scrierea Coranului

Critica lui Mahomed a existat încă din secolul al VII-lea, când Mahomed a fost criticat de arabii contemporani non-musulmani pentru predicarea monoteismului. În Evul Mediu a fost demonizat frecvent în polemicile europene și alte non-musulmane. În timpurile moderne, criticile la adresa lui au fost cele cu privire la sinceritatea sa, în care pretinde că ar fi un profet. El a stabilit unele legi controversate, cum ar fi cele privind sclavia. O altă critică adusă este pedofilia: s-a căsătorit cu Aisha când avea 6-7 ani cu care s-a culcat când avea 9-10 ani. 
În ultimul timp aceste critici au dus deseori la amenințări cu moartea, de exemplu amenințările asupra celui care a publicat caricaturile din Jyllands-Posten. Pentru detalii vezi Scandalul caricaturilor cu Mahomed.

## Criticievreiești
În timpul lui Mohamed și mai târziu, în Evul Mediu, scriitori evrei îl denumeau în mod obișnuit pe Mohamed: ha-meshuggah ("nebunul" sau "posedat").
Nu există opinii clare evreiești în ceea ce-l privește pe Mohamed, deoarece există foarte puține texte disponibile în prezent în iudaism care să se refere direct la Mohamed. Iudaismul nu găsește în scripturile canonice evreiești vreo trimitere la Mohamed, în contrast cu credințele islamului că acestea conțin profețiile lui Mohamed. Cele mai multe curente ale iudaismului tradițional iau o poziție fermă împotriva auto-proclamării lui Mohamed cum că ar fi primit revelații divine de la Dumnezeu, etichetându-l drept un profet fals. Unul dintre cele mai importante principii evreiești este credința că Moise a fost superior tuturor profețiilor anteriori și posteriori și că Tora care i-a fost dată lui Moise pe Muntele Sinai rămâne neschimbată datorită legilor iudaice stricte privind scribii.

## Căsătoria cu Aisha
Surse tradiționale spun că Aisha avea șase sau șapte ani când s-a logodit cu Mahomed, dar căsătoria nu a fost consumată decât atunci când fata a împlinit nouă sau zece ani. În timp ce majoritatea surselor tradiționale indică că Aisha a avut 9 ani (și, prin urmare, era fecioară) la data căsătoriei, un număr restrâns de scriitori mai recenți au estimat în mod diferit vârsta ei, de la 15 la 24.